# Егг-Гарбор-Сіті (Нью-Джерсі)
Егг-Гарбор-Сіті (англ. Egg Harbor City) — місто (англ. city) в США, в окрузі Атлантик штату Нью-Джерсі. Населення — 4396 осіб (2020).

## Географія
Егг-Гарбор-Сіті розташований за координатами 39°33′49″ пн. ш. 74°35′45″ зх. д. / 39.56361° пн. ш. 74.59583° зх. д. (39.563687, -74.595865).  За даними Бюро перепису населення США в 2010 році місто мало площу 29,63 км², з яких 28,31 км² — суходіл та 1,31 км² — водойми.

## Демографія
Згідно з переписом 2010 року, у місті мешкали 4243 особи в 1593 домогосподарствах у складі 1076 родин. Було 1736 помешкань
Расовий склад населення:
| - 63,0 % — білих - 17,9 % — чорних або афроамериканців - 2,2 % — азіатів - 0,4 % — корінних американців - 0,1 % — вихідців з тихоокеанських островів - 12,3 % — осіб інших рас |

До двох чи більше рас належало 4,1 %. Частка іспаномовних становила 26,3 % від усіх жителів.
За віковим діапазоном населення розподілялося таким чином: 24,9 % — особи молодші 18 років, 63,3 % — особи у віці 18—64 років, 11,8 % — особи у віці 65 років та старші. Медіана віку мешканця становила 36,4 року. На 100 осіб жіночої статі у місті припадало 96,9 чоловіків;  на 100 жінок у віці від 18 років та старших — 93,9 чоловіків також старших 18 років.
Середній дохід на одне домашнє господарство  становив 55 998 доларів США (медіана — 43 235), а середній дохід на одну сім'ю — 59 307 доларів (медіана — 52 159). Медіана доходів становила 36 488 доларів для чоловіків та 30 301 долар для жінок. За межею бідності перебувало 15,7 % осіб, у тому числі 16,9 % дітей у віці до 18 років та 10,9 % осіб у віці 65 років та старших.
Цивільне працевлаштоване населення становило 2044 особи. Основні галузі зайнятості: мистецтво, розваги та відпочинок — 22,4 %, роздрібна торгівля — 15,2 %, освіта, охорона здоров'я та соціальна допомога — 15,1 %.